# 삼성 갤럭시 A7 (2016)
삼성 갤럭시 A7 (2016)(Samsung GALAXY A7 (2016)은 갤럭시 A7의 2016년의 버전이며, 2016년 1월 14일에 출시되었다.

## 같이 보기
- 갤럭시 A7
- 삼성 갤럭시 A8
- 삼성 갤럭시 A9 (2016)
- 삼성 갤럭시 A7 (2017)